# Karabinek Zastava M70B

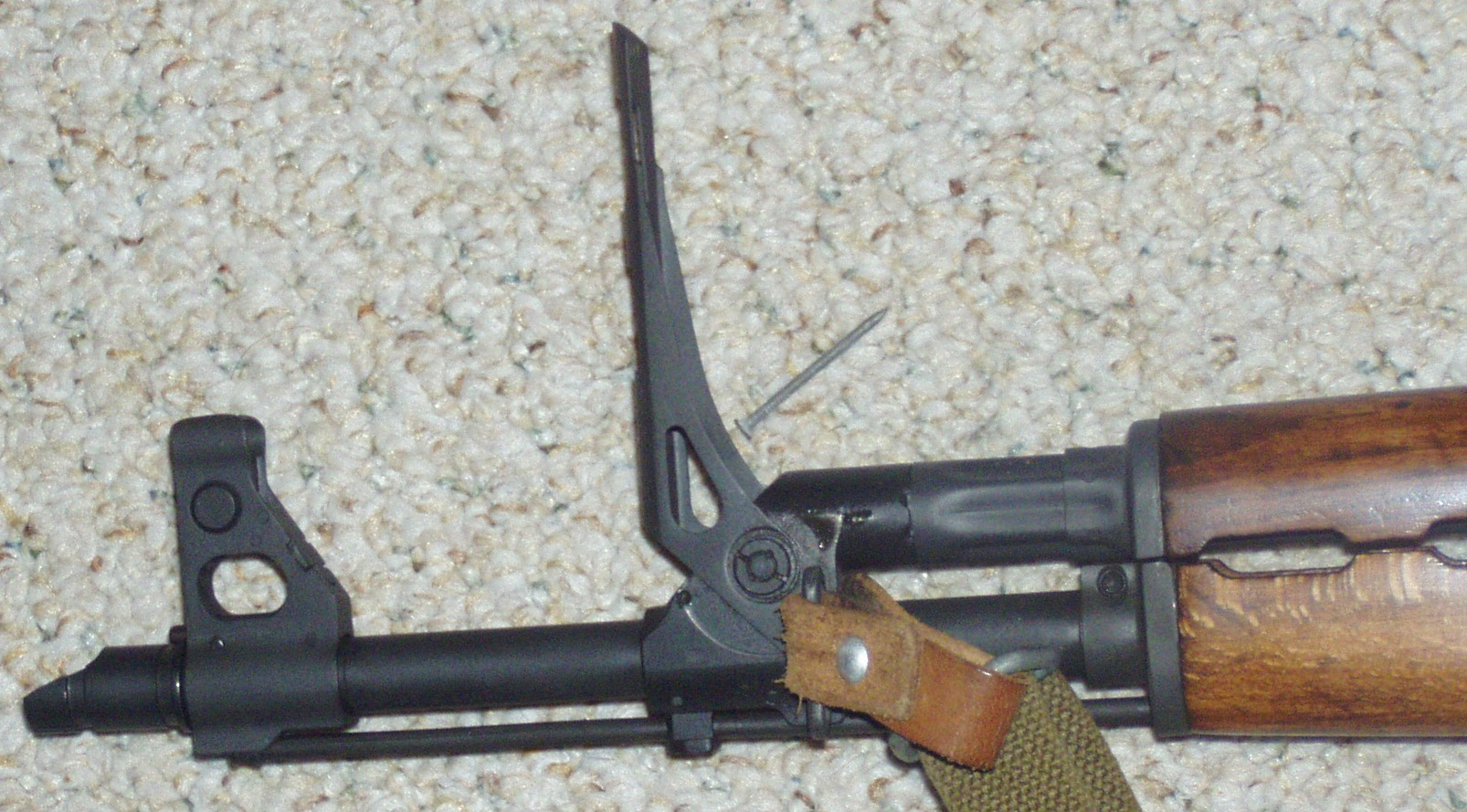
Podniesiony celownik używany podczas strzelania granatami

Zastava M70B – jugosłowiański karabinek automatyczny o konstrukcji wzorowanej na AKM.

## Historia
W połowie lat 60. w zakładach Zavodi Crvena Zastava rozpoczęto produkcję licencyjną karabinka AK. Produkowane w Jugosławii wersje AK (Zastava M64 i 64A/B) zostały wyposażone w nasadki do miotania granatów nasadkowych. W związku z tą modyfikacją mają także komorę gazową wyposażoną w zawór odcinający dopływ gazów prochowych do rury gazowej po podniesieniu celownika używanego podczas strzelania granatami (nieużywany celownik jest składany do tyłu, na rurę gazową). W 1972 roku rozpoczęto produkcję nieznacznie zmodyfikowanych wersji Zastavy M64A i M64B oznaczonych odpowiednio jako M70 i M70A.
W 1974 roku do uzbrojenia Jugosłowiańskiej Armii Ludowej trafił karabinek Zastava M70B (automatska puška vzor 70B). Była to druga (po ręcznym karabinie maszynowym Zastava M72) jugosłowiańska broń wzorowana na radzieckim karabinku automatycznym AKM. Podobnie jak w nim zastosowano nową komorę zamkową wykonaną metodą tłoczenia (a nie frezowania) i zmodyfikowany mechanizm spustowo-uderzeniowy z opóźniaczem zmniejszającym szybkostrzelność. Zastava M70B była podobnie jak wcześniejsze karabinki M64 wyposażona w nasadkę do miotania granatów nasadkowych. Karabinek miał także łoże z trzema otworami wentylacyjnymi i chwyt pistoletowy o kształcie charakterystycznym dla wersji AK produkowanych w Jugosławii. W 1978 roku licencyjną produkcję karabinków Zastava M70B rozpoczęto w Iraku. Produkowane tam karabinki otrzymały nazwę Tabuk.

## Wersje
- Zastava M70B1 – wersja z kolbą stałą (odpowiednik AKM).
- Zastava M70B1N – wersja z kolbą stałą i boczną szyną służącą do montażu celownika optycznego lub noktowizyjnego (odpowiednik AKMN).
- Zastava M70AB2 – wersja z kolbą składaną pod spód broni (odpowiednik AKMS).
- Zastava M72AB2N – wersja z kolbą składaną pod spód broni i boczną szyną służącą do montażu celownika optycznego lub noktowizyjnego.

## Opis
Karabinek Zastava M70B był bronią samoczynno-samopowtarzalną. Automatyka broni działa na zasadzie odprowadzania gazów prochowych z długim skokiem tłoka gazowego. Zamek ryglowany przez obrót (2 rygle). Rękojeść przeładowania po prawej stronie broni, związana z suwadłem. Mechanizm spustowy z przełącznikiem rodzaju ognia. Skrzydełko bezpiecznika/przełącznika rodzaju ognia po prawej stronie komory zamkowej w pozycji zabezpieczonej zasłania wycięcie w którym porusza się rękojeść przeładowania. Magazynki 20 nabojowe, wymienne z 30 nabojowymi magazynkami AK. Po wystrzeleniu ostatniego naboju zamek zatrzymywany w tylnym położeniu przez zatrzask zamka. Kolba stała lub składana pod spód broni. Przyrządy celownicze mechaniczne, składają się z muszki i celownika krzywkowego o nastawach do 1000 m. Karabinek wyposażony był w nasadkę do miotania granatów nasadkowych. Celownik używany podczas strzelania granatami był składany na rurę gazową. Jego podniesienie powodowało automatyczne zamknięcie zaworu komory gazowej.